# 763 TCN
763 TCN là một năm trong lịch La Mã.